# Norroy-lès-Pont-à-Mousson
Norroy-lès-Pont-à-Mousson är en kommun i departementet Meurthe-et-Moselle i regionen Grand Est (tidigare regionen Lorraine) i nordöstra Frankrike. Kommunen ligger i kantonen Dieulouard som tillhör arrondissementet Nancy. År 2022 hade Norroy-lès-Pont-à-Mousson 1 161 invånare.

## Befolkningsutveckling
Antalet invånare i kommunen Norroy-lès-Pont-à-Mousson
| Referens: INSEE |